# Huludao
Huludao är en stad på prefekturnivå i Liaoning-provinsen i nordöstra Kina. Den ligger omkring 290 kilometer sydväst om provinshuvudstaden Shenyang och utgör tillsammans med Jinzhou "Liaoxi-korridoren" i provinsen.
Staden hette tidigare Jinxi eller Kinsi, men bytte till sitt nuvarande namn 1994, vilket betyder "kalebassön".

## Näringsliv
Staden har en viktig varvsindustri som bland annat förser Folkets befrielsearmés flotta med atomdrivna ballistiska robotubåtar, som Jin-klass, Type 094.

## Administrativ indelning
Staden är indelad i tre stadsdistrikt, en stad på häradsnivå och två härad:
| Karta | Karta               | Karta     | Karta          | Karta                    | Karta     | Karta                      |
| ----- | ------------------- | --------- | -------------- | ------------------------ | --------- | -------------------------- |
|       |                     |           |                |                          |           |                            |
| Nr    | Namn                | Kinesiska | Pinyin         | Befolkning (2003 uppsk.) | Yta (km²) | Befolknings- täthet (/km²) |
| 1     | Longgang-distriktet | 龙港区    | Lónggǎng qū    | 170 000                  | 138       | 1 232                      |
| 2     | Lianshan-distriktet | 连山区    | Liánshān qū    | 620 000                  | 1 653     | 375                        |
| 3     | Nanpiao-distriktet  | 南票区    | Nánpiào qū     | 150 000                  | 512       | 293                        |
| 4     | Xingchengs stad     | 兴城市    | Xīngchéng shì  | 560 000                  | 2 147     | 261                        |
| 5     | Suizhong härad      | 绥中县    | Suízhōng xiàn  | 620 000                  | 2 764     | 224                        |
| 6     | Jianchang härad     | 建昌县    | Jiànchāng xiàn | 610 000                  | 3 161     | 193                        |